# Synagoga w Szkłowie

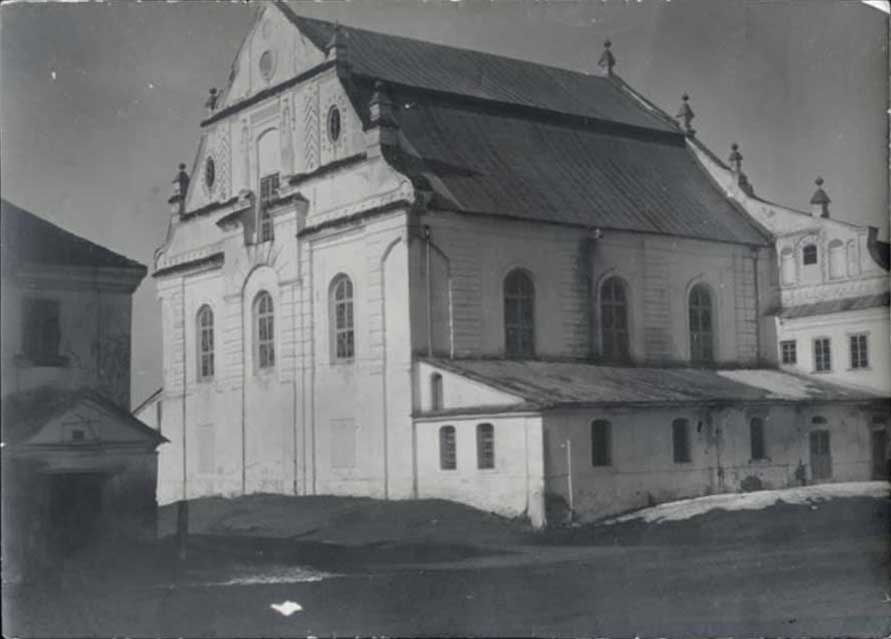
Wygląd synagogi ok. 1920

Synagoga w Szkłowie (biał. Сінагога ў Шкловe, ros. синагога в Шкловe) – żydowska bóżnica zbudowana w II połowie XVII wieku w miejscowości Szkłów. Obecny adres: ul. Wtaraja-Sawieckaja 2. 
Budynek synagogi powstał w połowie XVII wieku. W II połowie XIX stulecia został gruntownie przebudowany. Składa się z głównego gmachu oraz dobudowanych do niego dwóch skrzydeł pokrytych spadzistym dachem. Całość pomalowana jest na kolor biały. Do dziś zachowały się elementy zewnętrzne świadczące o charakterze obronnym bóżnicy.